# U-Bahnhof Zara
Der Bahnhof Zara ist ein unterirdischer Bahnhof der U-Bahn Mailand. Er wurde nach der gleichnamigen Straße (viale Zara) benannt.

## Geschichte
Der U-Bahnhof wurde am 16. Dezember 1995 als nördlicher Endpunkt der Linie M3 eröffnet. Am 8. Dezember 2003 wurde die Verlängerung zum U-Bahnhof Maciachini in Betrieb genommen.

## Anbindung
| Linie | Verlauf |
| ----- | --- |
|       | Comasina – Affori FN – Affori Centro – Dergano – Maciachini – Zara – Sondrio – Centrale FS – Repubblica – Turati – Montenapoleone – Duomo – Missori – Crocetta – Porta Romana – Lodi TIBB – Brenta – Corvetto – Porto di Mare – Rogoredo FS – San Donato |
|       | Bignami – Ponale – Bicocca – Ca’ Granda – Istria – Marche – Zara – Isola – Garibaldi FS – Cenisio – Domodossola FN – Portello – Lotto – Segesta – San Siro Ippodromo – San Siro Stadio                                                                   |